# Gyps africanus
Il grifone africano (Gyps africanus Salvadori, 1865) è un avvoltoio del Vecchio Mondo, facente parte della famiglia Accipitridae, diffuso nell'Africa subsahariana. Questa specie è strettamente imparentata con il grifone eurasiatico (G. fulvus). Non è da confondere con il grifone del Bengala (G. bengalensis), con cui in passato si credeva fosse imparentato.

## Descrizione

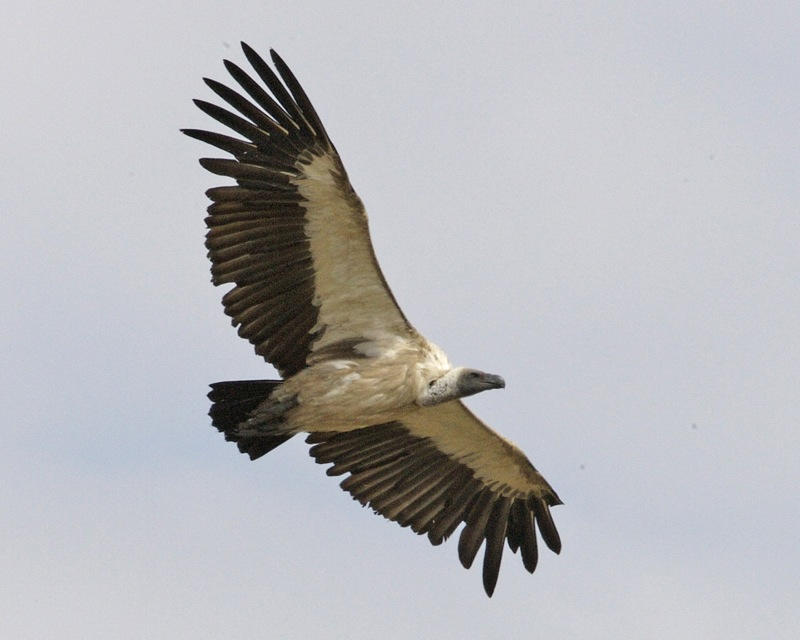
In volo, nel Masai Mara, Kenya

Il grifone africano è l'avvoltoio di grandi dimensioni più comune dell'Africa. Si tratta di un rapace di taglia media; il cui peso si aggira tra i 4,2 e i 7,2 chilogrammi (9,3-15,9 libbre), per una lunghezza di 78-98 centimetri (da 31 a 39 pollici), ed un'apertura alare compresa tra i 1,96 e i 2,25 metri (da 6 a 7 piedi). Il piumaggio marrone e la pelle nerastra del collo e della testa rendono il bianco della parte inferiore del dorso, alla quale la specie deve il nome, perfino più evidente. Il grifone africano ha gli occhi neri e un becco robusto e leggermente uncinato parimenti scuro, mentre il vertice e la parte posteriore del collo sono di colore più chiaro. Con l'età, la colorazione del piumaggio diventa più chiara ed uniforme, specialmente nelle femmine; al contrario, i giovani sono più scuri, con striature di colore marrone più chiaro sulle penne.
Come altri avvoltoi è uno spazzino, nutrendosi principalmente di carcasse di grandi animali che trova volando sopra la savana. Talvolta si nutre anche degli avanzi e della spazzatura che si accumula nei centri urbani. Si muove spesso in stormi, che sorvolano la savana in cerca del prossimo pasto. Come altri avvoltoi che si muovono in gruppo, i vari uccelli si tengono d'occhio l'un l'altro, e quando uno di loro scende di quota verso una possibile fonte di cibo, gli altri lo seguono a catena. Nidificano sugli alberi della savana dell'Africa occidentale, orientale e meridionale, deponendo un singolo uovo a stagione riproduttiva. Sono uccelli prevalentemente stanziali, e non compiono grandi spostamenti o migrazioni.

## Distribuzione e habitat
L'areale del grifone africano si estende dalla Mauritania fino all'Etiopia a est, e, attraverso l'Africa orientale, fino al Sudafrica a sud.
Vive nelle savane e nelle boscaglie aperte, ove vi siano selvaggina e bestiame domestico, fino a 3000 m di altitudine.

## Biologia

### Dieta

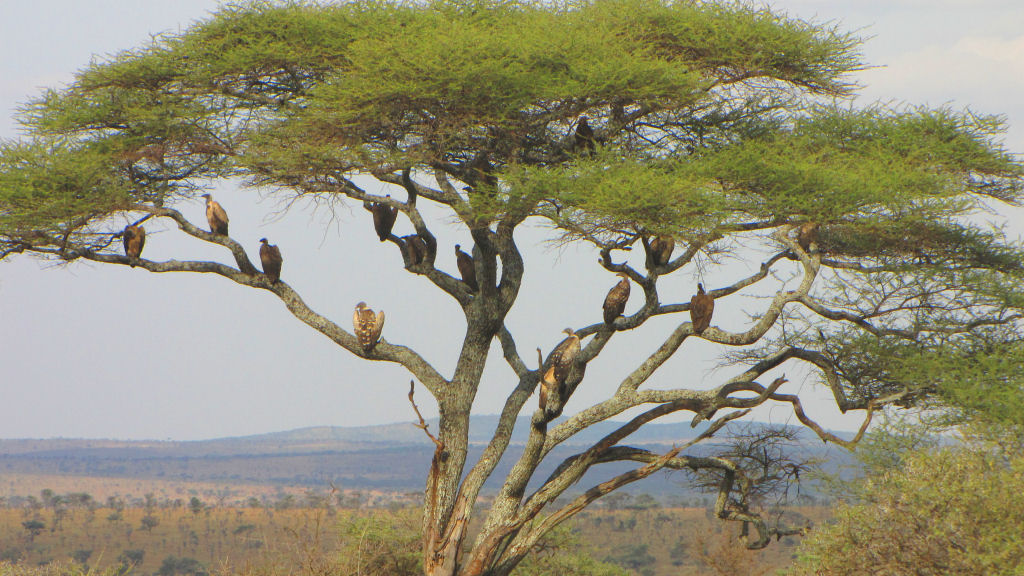
Quindici esemplari su un albero in attesa del pasto nel parco del Serengeti, Tanzania

I grifoni africani sono saprofagi, e si nutrono dei muscoli, degli organi interni e dei frammenti d'ossa delle carcasse di grandi animali che trovane nelle savane boscose dove vive. Questo include facoceri, zebre, gazzelle, struzzi e persino bestiame. Tuttavia, possono nutrirsi solo dei tessuti molli della carcassa poiché il loro becco non è adatto per lacerare la dura pelle. Con le ali grandi e larghe possono sollevarsi e veleggiare per ore alla ricerca di carogne., seguendo talvolta gli ungulati che intraprendono le loro regolari migrazioni. La loro vista eccellente gli consente di individuare il cibo anche da notevoli altezze; per localizzare le carogne tengono d'occhio anche gli altri avvoltoi, seguendoli rapidamente non appena vedono uno di essi compiere una discesa improvvisa. Attorno a una carcassa possono radunarsi fino a 200 grifoni dorsobianco; un'enorme carcassa di elefante può attrarne addirittura un migliaio. Con così tanti uccelli che cercano di mangiare, gli scontri sono inevitabili. Accompagnati da grugniti e da sibili e starnazzii simili a quelli delle oche, si possono allora vedere i grifoni inserire il loro lungo collo glabro sotto la pelle della carcassa o strisciare nella gabbia toracica per nutrirsi dei resti dell'animale. Dopo il banchetto, i grifoni possono fare il bagno assieme ad altre specie presso un sito favorito, o riposarsi con le ali spalancate e le spalle volte al sole.

### Riproduzione
I grifoni africani si riproducono agli inizi della stagione secca, nidificando in colonie allargate di 2-13 esemplari. Nidificano sugli alberi, in genere scegliendo alberi ad alto fusto in habitat ripariali e mostrano una forte preferenza per le acacia. I nidi sono molto grandi, con un diametro di circa 1 metro, e sono costituiti da grossi rami, rivestiti di foglie ed erbe. Essendo minacciati dalle attività di bracconaggio e dalla distruzione del proprio habitat, questi uccelli tendono ad evitare le aree di disturbo antropogenico quando si selezionano i siti di nidificazione. I grifoni africani hanno un lungo ciclo di riproduzione. Generalmente viene deposto un unico uovo, che viene covato per 56 giorni. Il pulcino, di color grigio chiaro, viene nutrito da entrambi i genitori fino all'involo, a 120-130 giorni di età.

## Conservazione

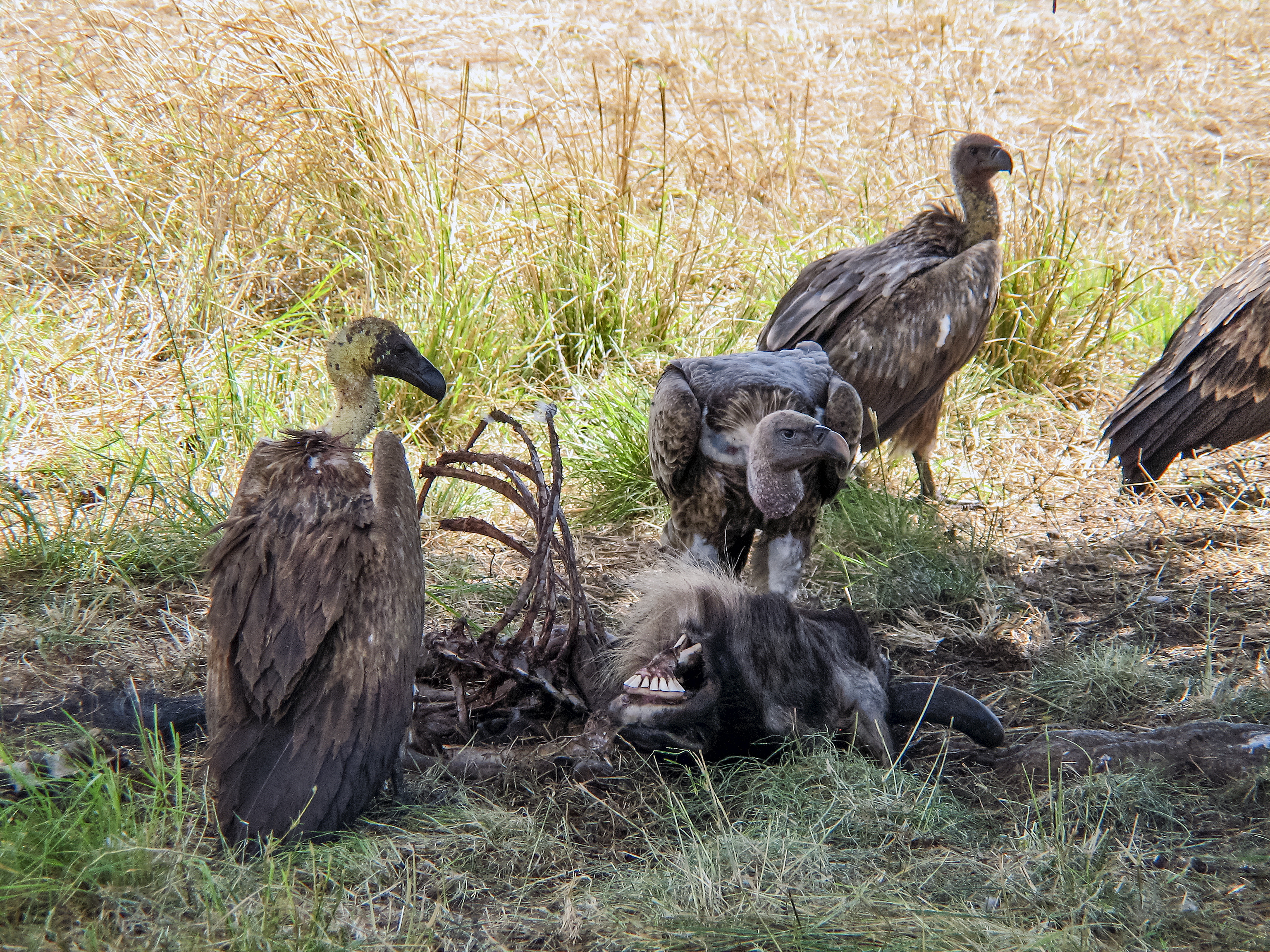
Attorno alla carcassa di uno gnu, riserva nazionale del Masai Mara, Kenya.

Il grifone africano ha dovuto fronteggiare un certo numero di minacce, che hanno portato negli ultimi anni alla sua diminuzione. Di conseguenza il suo stato di conservazione è stato rivalutato da specie a rischio minimo a specie prossima alla minaccia, nella Lista Rossa IUCN del 2007. Nel 2012, con l'ulteriore calo della popolazione è stato ulteriormente classificato come specie in pericolo. Nell'ottobre 2015, la specie è stata dichiarata in pericolo critico, a causa del declino in corso più grave di quanto si pensasse in precedenza.
La popolazione del grifone africano è diminuita in modo significativo negli ultimi decenni. Nel 1922, la popolazione era stimata a 270.000 individui. Sebbene non si sappia molto sulla popolazione attuale, un recente studio ha rivelato che i grifoni africani hanno un alto tasso di sopravvivenza. I singoli adulti hanno il tasso di sopravvivenza più alto, mentre gli individui più giovani (circa 2 anni di vita) hanno un tasso di sopravvivenza più basso. A tutte le età, il tasso di sopravvivenza è stimato al 90,7%. Ciò significa che la morte degli uccelli adulti porta ad un rapido declino della popolazione. La perdita di adulti porta inevitabilmente ad una minore riproduzione, e dato che gli uccelli più giovani meno probabilità di sopravvivere, la popolazione diminuirà ancora più drasticamente. Questo declino della popolazione è stato causato da una combinazione di fattori: una delle principali cause è la perdita dell'habitat e la sua conversione in terreni agricoli, che conseguentemente porta al declino dei grandi ungulati selvatici che ha provocato una minore disponibilità di carogne, la caccia per l'utilizzo di parti del corpo nella medicina tradizionale, le catture per il commercio di animali vivi, l'elettrocuzione sui piloni dell'elettricità, gli annegamenti nelle cisterne delle fattorie, la persecuzione e gli avvelenamenti. La distruzione ed i frequenti incendi dolosi delle savane boscose ha portato ad una diminuzione degli alti alberi su cui questi uccelli nidificano. Persino gli elefanti rappresentano una minaccia per i grifoni, in quanto si nutrono e, talvolta, sradicano gli alberi su cui i grifoni nidificano, per questo questi uccelli tendono ad evitare le aree in cui sono presenti i branchi d'elefanti. In Kenya, una delle cause di morte principali per questi uccelli, è l'avvelenamento accidentale o deliberato da parte degli allevatori di bestiame, che usano un pesticida tossico chiamato Furadan, che ha portato alla morte di centinaia di animali. Gli allevatori, per uccidere i grandi predatori, come iene o leoni, che attaccano il loro bestiame, avvelenano le carcasse. Gli avvelenamenti si verifica generalmente al di fuori delle aree protette, ma è un fattore determinante nel declino della popolazione. Gli habitat di questi rapaci sono anche disturbati dalla gestione antropica della terra e dai modelli di persecuzione diretta alla nidificazione.

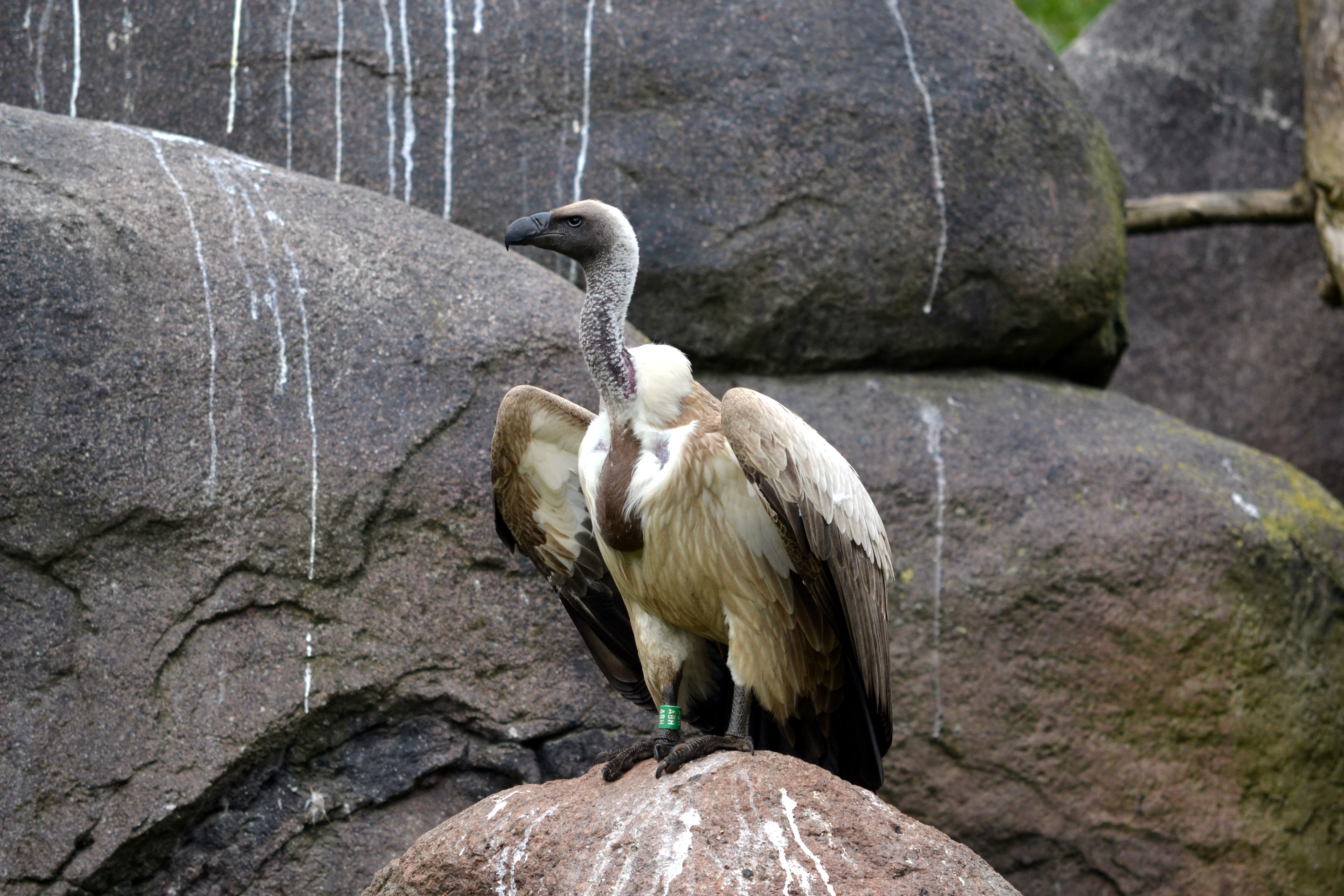
Un esemplare allo zoo di Rotterdam

Studi più recenti hanno indicato un nuovo plausibile fattore nell'attuale declinazione degli avvoltoi. Analizzando i corpi dei grifoni morti, i ricercatori hanno notato un aumento della tossicità nel fegato, nei reni, nella regione pettorale e negli organi interni. Questa tossicità è causata da alti livelli di piombo, cadmio, zinco e rame. Sebbene la maggior parte di questi metalli si stabilizzi a livelli normali o non nocivi, il concentrato di piombo nel fegato degli avvoltoi (8,56 µg/g di peso umido) e nei reni (9,31 µg/g di peso umido) è superiore ai livelli medi.
Alcuni ricercatori hanno effettuato degli studi su altre specie di avvoltoi asiatici, all'interno del genere Gyps, per constatare l'effetto del diclofenac veterinario. Indipendentemente dal fatto che agli avvoltoi assumessero il medicinale oralmente o per via endovenosa, gli effetti erano quasi identici, avvelenando i soggetti. Questa sostanza chimica è uno dei maggiori contaminanti per tutti gli avvoltoi a causa del suo uso sul bestiame.
Un altro studio mostra che ci sono livelli elevati di idrocarburi policiclici aromatici, HPA, che sebbene non sia un prodotto mortale, desta comunque non poche preoccupazioni. Gli HPA, noti anche come idrocarburi poliaromatici, sono formazioni di atomi di idrogeno che circondano anelli di carbonio. Per quanto comuni siano questi composti, trovandosi negli alimenti, nei motori/inceneritori, negli incendi, nella combustione, ne esistono varie forme alcune delle quali sono cancerogene. Sebbene non vi sia una correlazione diretta degli alti livelli di HPA negli avvoltoi, ciò non esclude che possa avere un effetto negativo sulla specie.

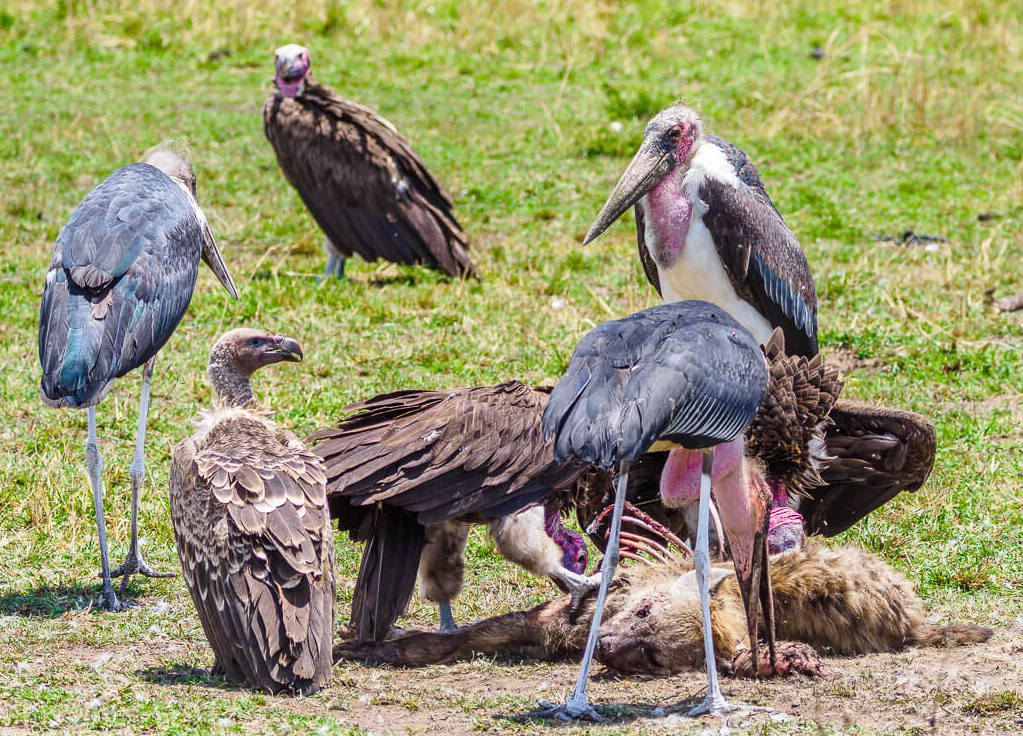
Grifoni africani, avvoltoi orecchiuti e marabù, mentre ripuliscono una carcassa. Gli avvoltoi localizzando velocemente le carcasse dei grandi animali, aiutando i ranger a tracciare le attività dei bracconieri

Il 20 giugno 2019, i cadaveri di 468 grifoni africani, 17 avvoltoi testabianca, 28 capovaccai pileati, 14 avvoltoi orecchiuti e 10 grifoni del Capo (complessivamente 537 avvoltoi), oltre a 2 aquile rapaci, sono stati ritrovati nel nord del Botswana. Si sospetta che questi uccelli siano morti dopo essersi nutriti dei cadaveri di 3 elefanti avvelenati dai bracconieri, probabilmente per evitare che gli uccelli rivelassero la loro posizione. Infatti, gli avvoltoi forniscono un ottimo servizio ai ranger dei parchi, poiché volando in cerchio sulle carcasse dei grandi animali segnalano la loro posizione ai ranger, aiutandoli a monitorare le attività di bracconaggio nella regione. La maggior parte di questi uccelli erano coppie con pulcini da sfamare, che senza genitori a prendersene cura sono stati lasciati a morire o "mal equipaggiati" per sopravvivere. Gli avvoltoi si riproducono lentamente, deponendo un singolo uovo a covata, e perdere oltre 400 individui in una sola settimana è un colpo devastante per la specie.
Un certo numero di aree protette in Africa ospita popolazioni di grifone africano, compreso il parco nazionale del Serengeti, Patrimonio dell'Umanità. Ciononostante i recenti cali sono preoccupanti e sono necessarie ulteriori misure di protezione. Tra le misure raccomandate ci sono la protezione legale della specie in tutti i Paesi in cui è presente e l'istituzione di una rete per il monitoraggio dei grifoni africani; è inoltre necessario determinare le minacce più significative e ricercare soluzioni adeguate.

## Galleria d'immagini

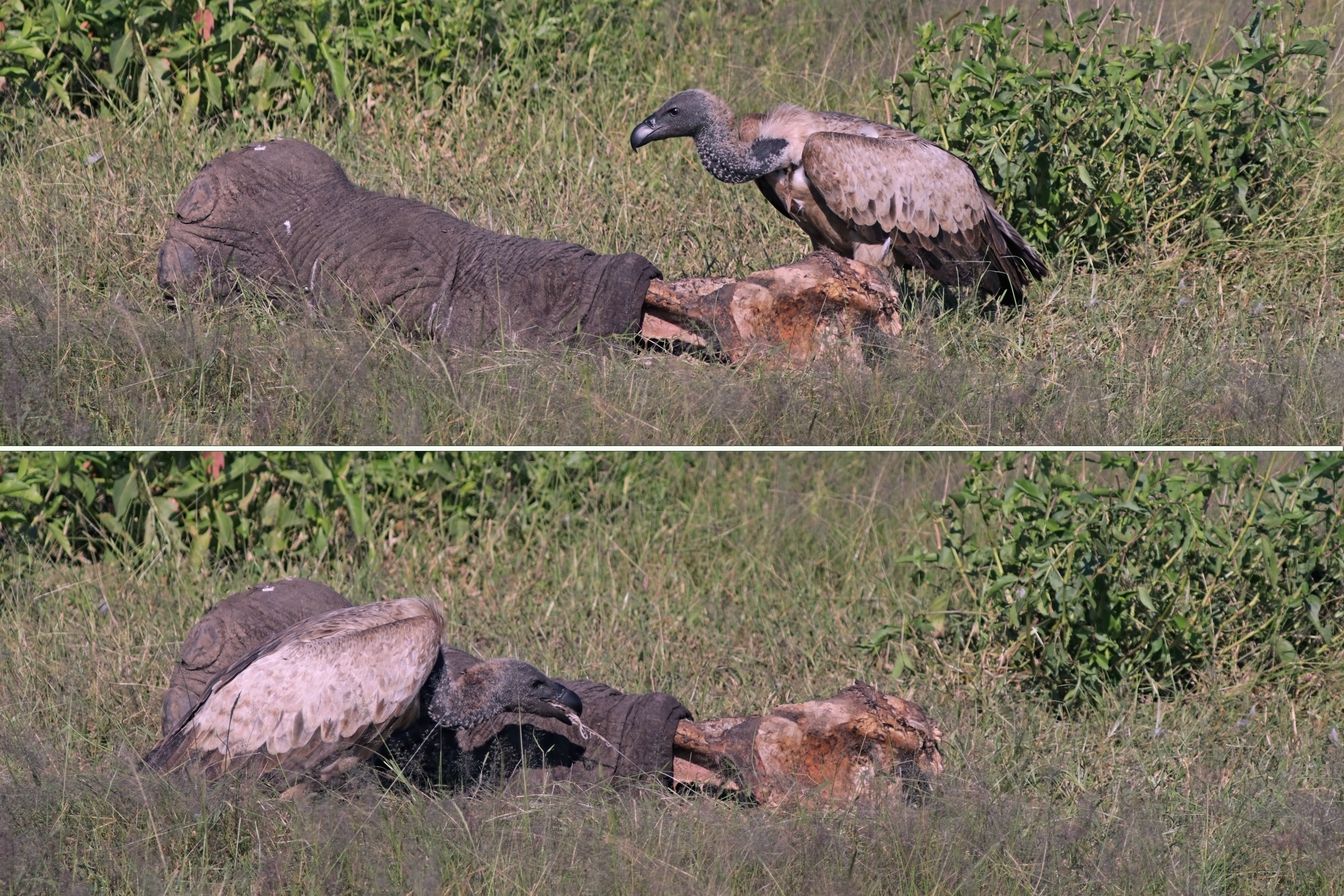
Alcuni esemplari mentre nutrono della zampa di un elefante, nel Matetsi Safari Area, Zimbabwe
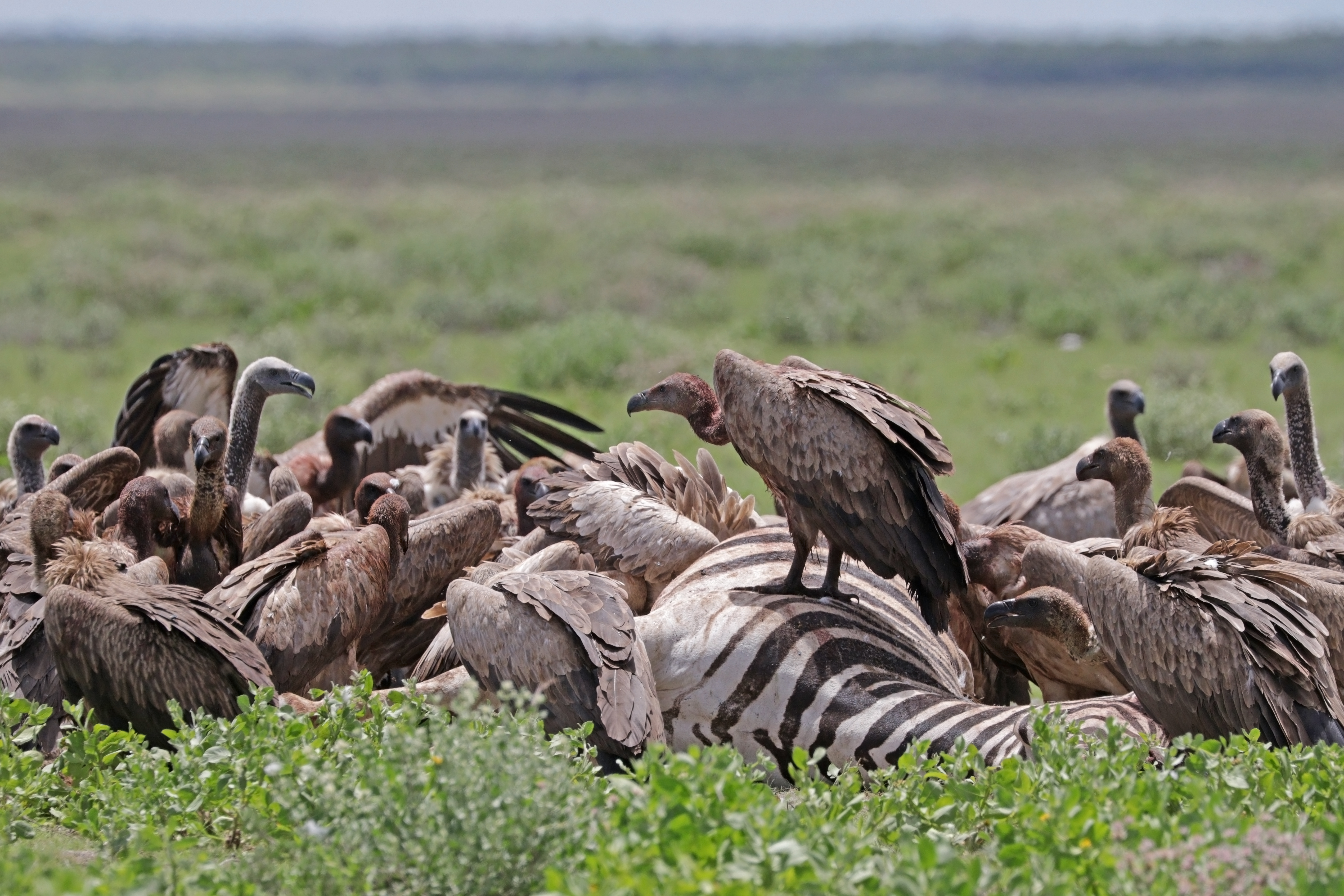
Un intero stormo mentre si nutre della carcassa di una zebra, Parco nazionale d'Etosha, Namibia
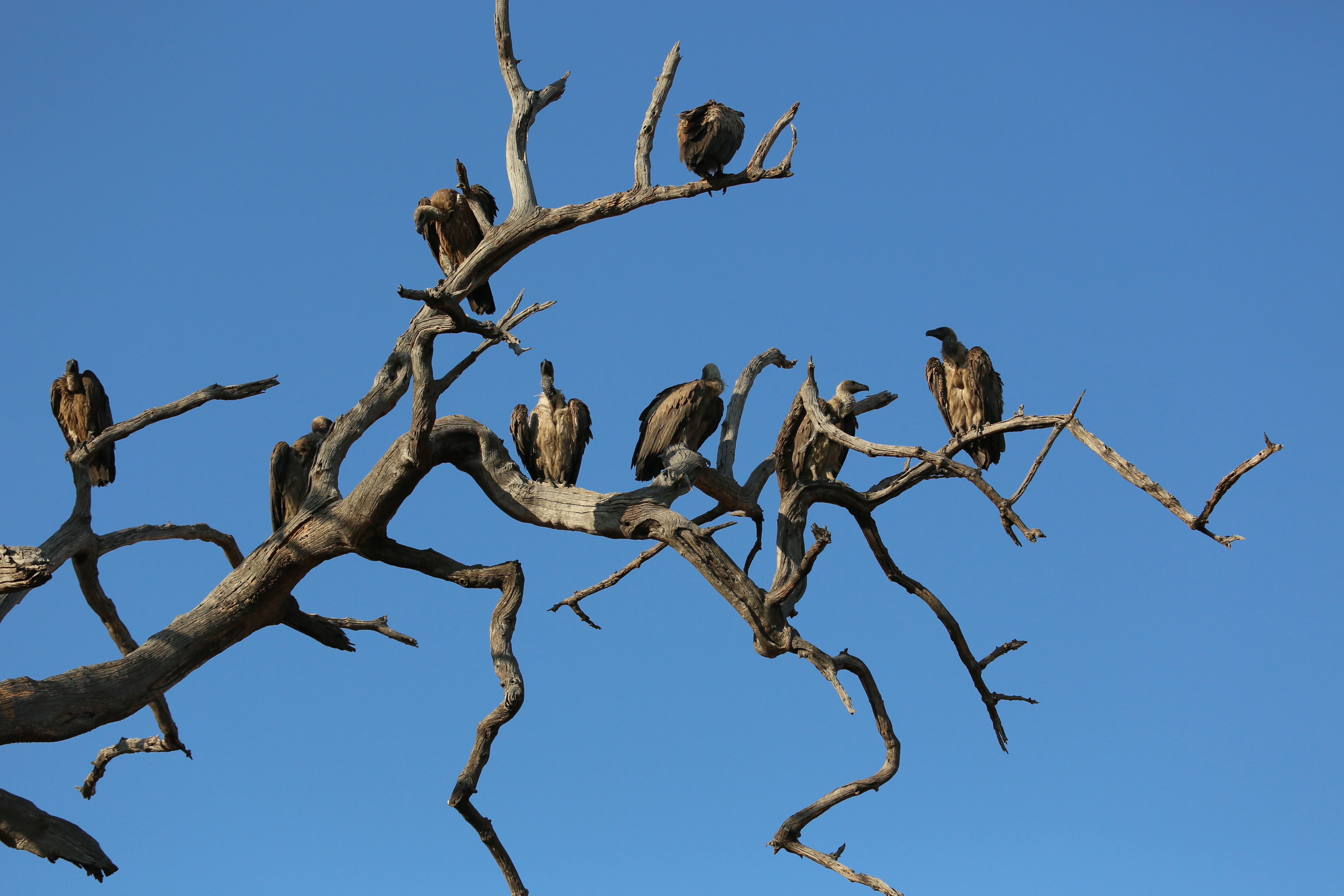
Fiume Cuando, Chobe National Park, Botswana
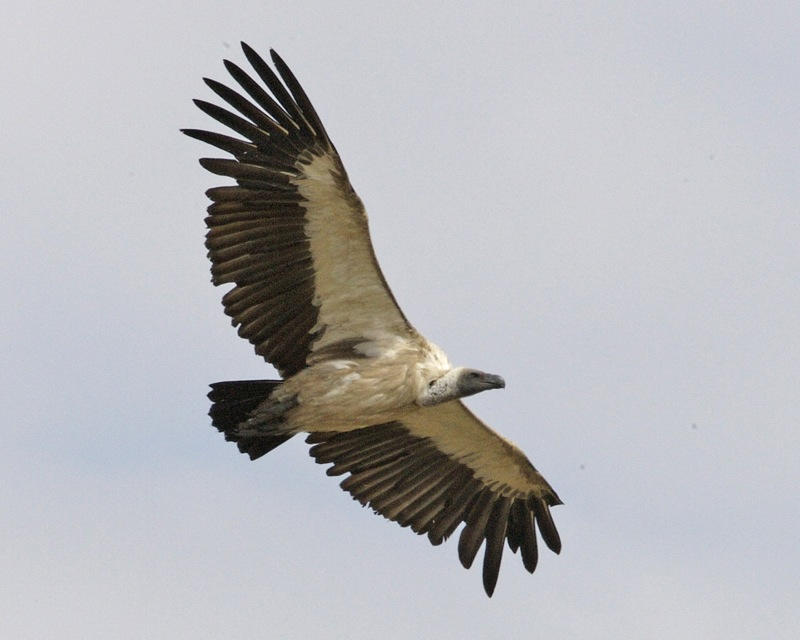
Adulto
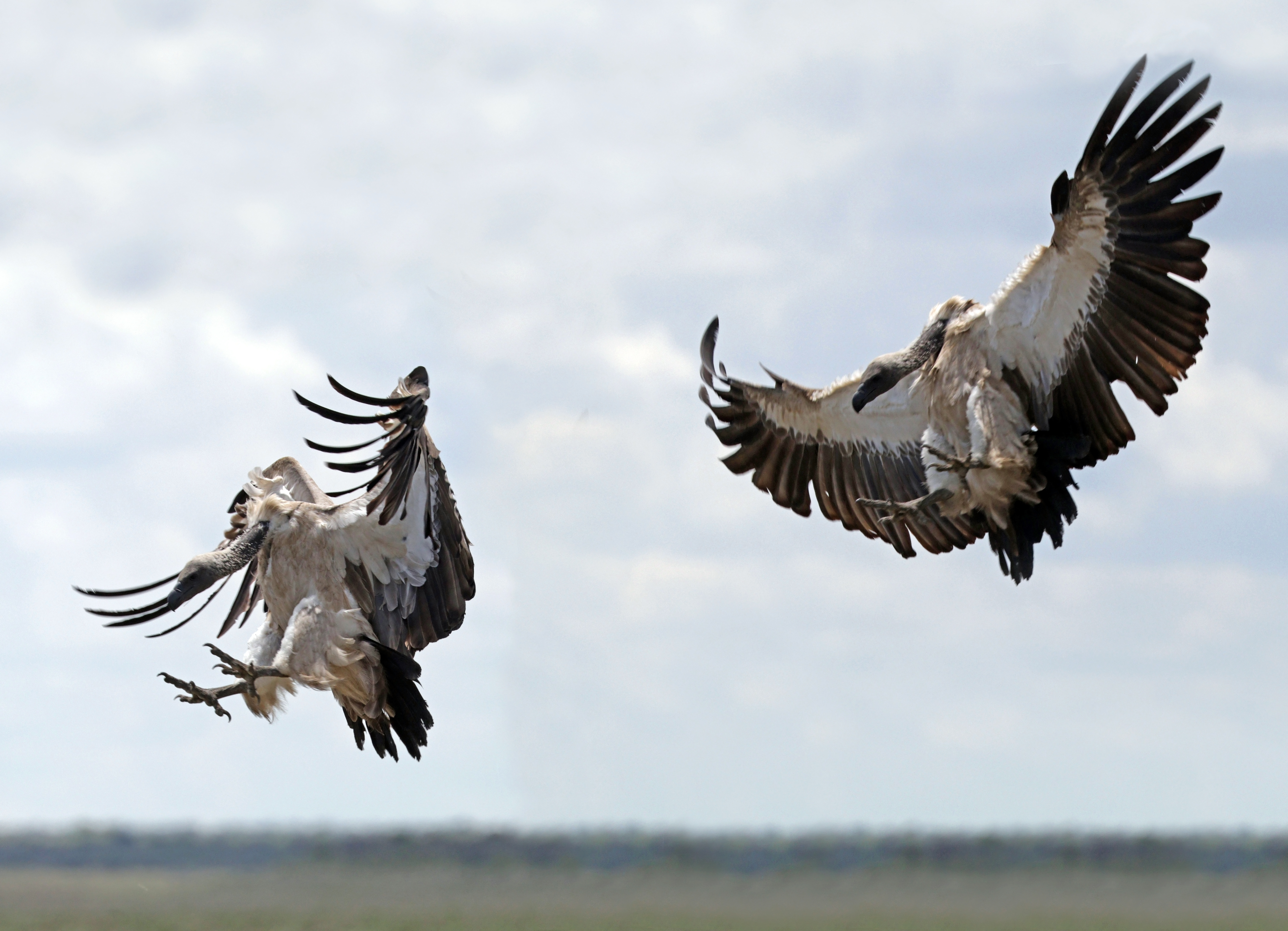
Un adulto mentre atterra
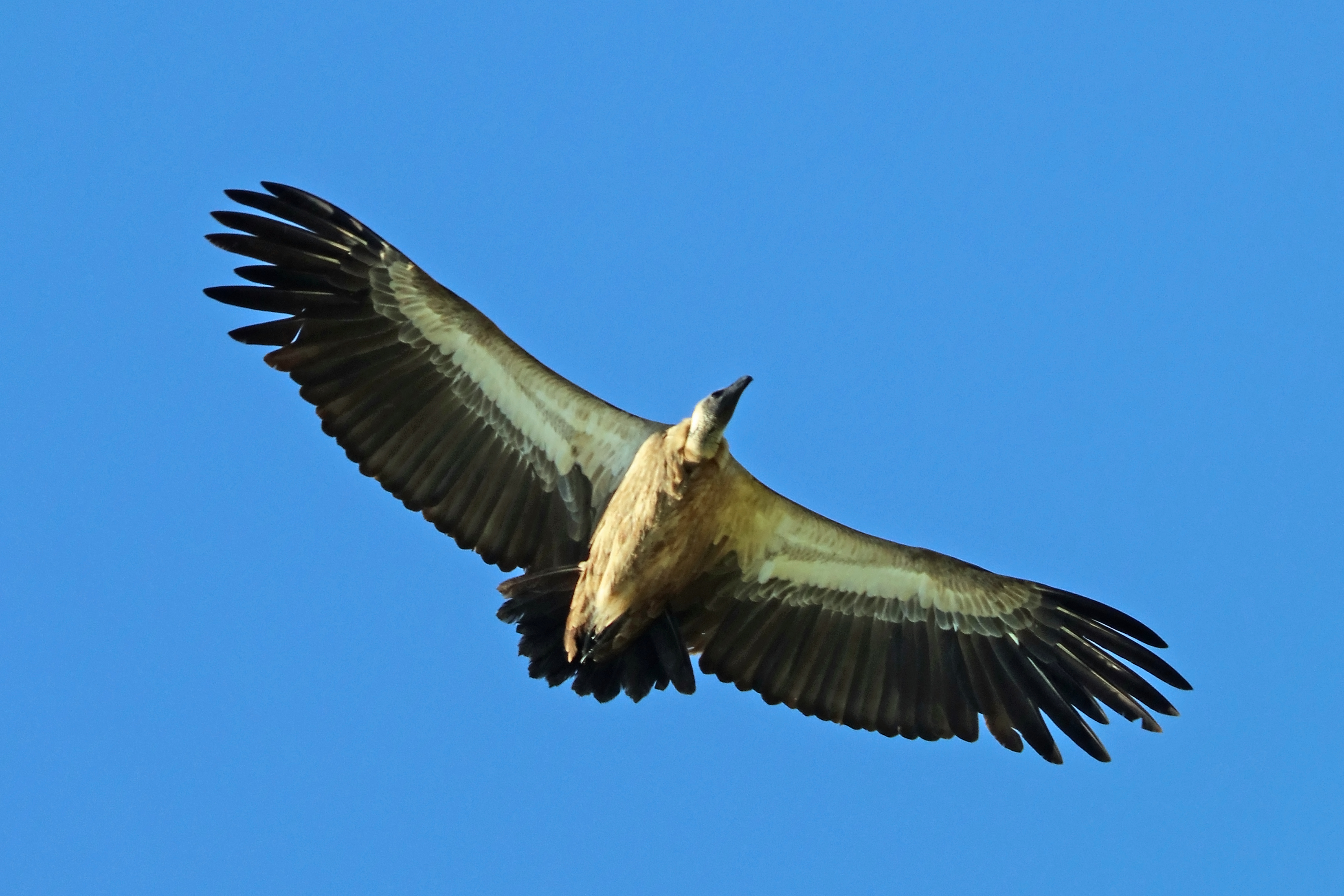
Un subadulto
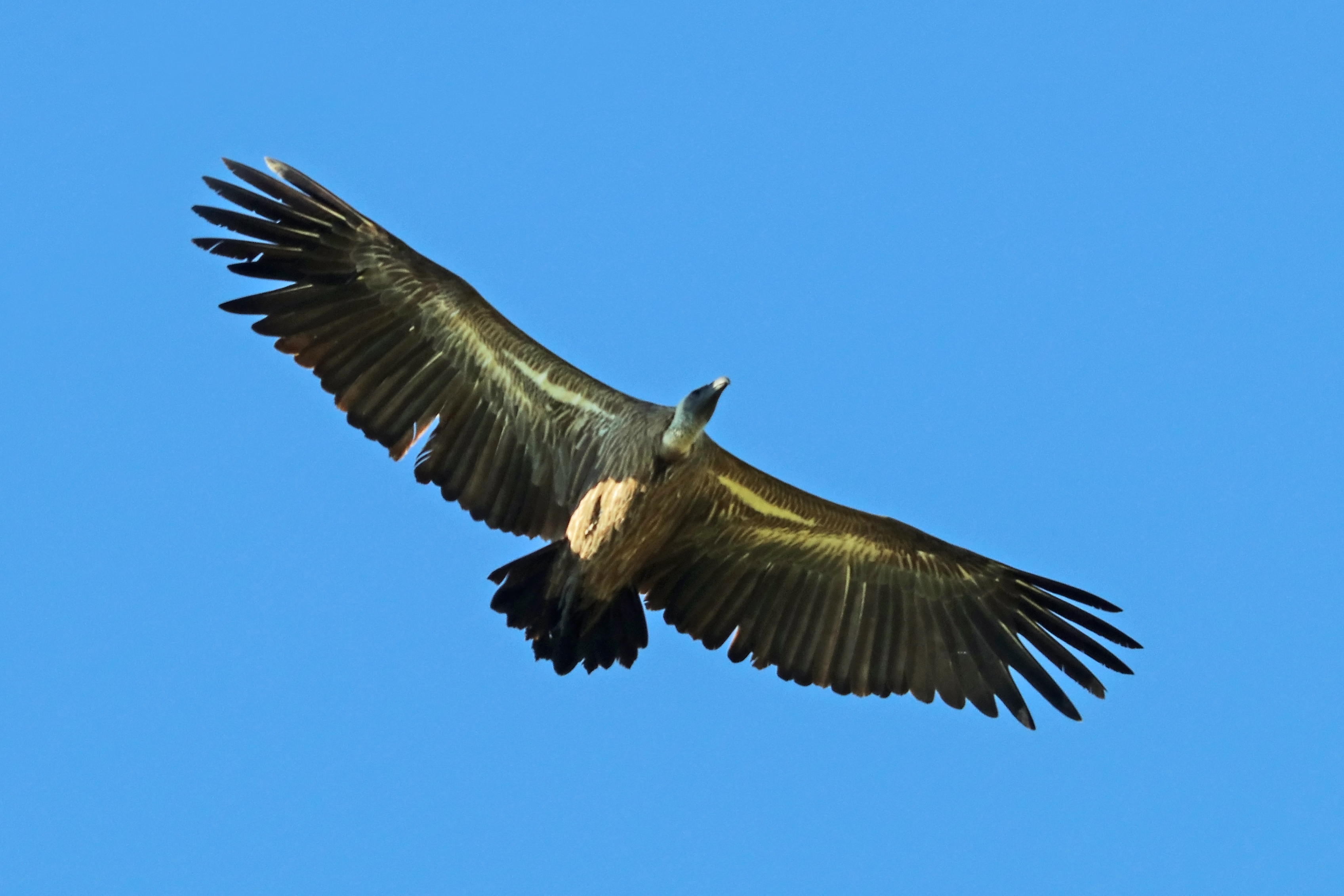
Un giovane
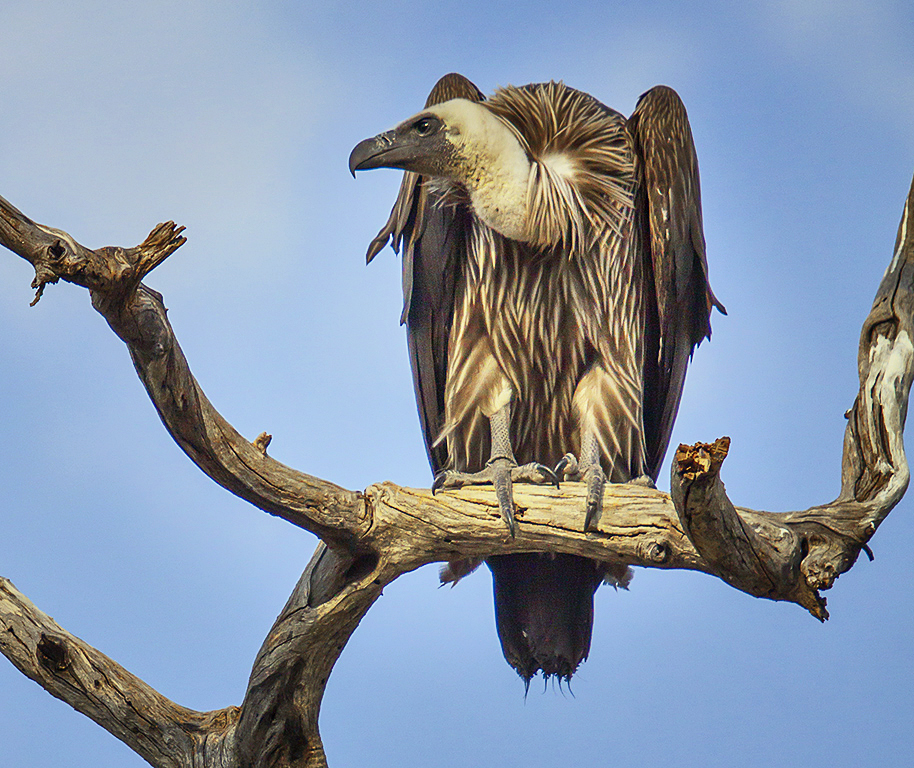
Fiume Cuando, Botswana
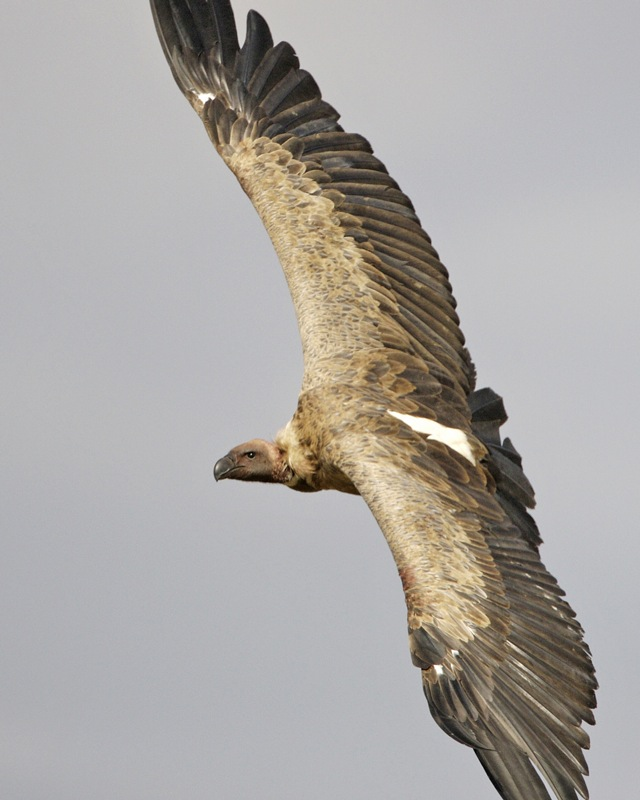
Adulto
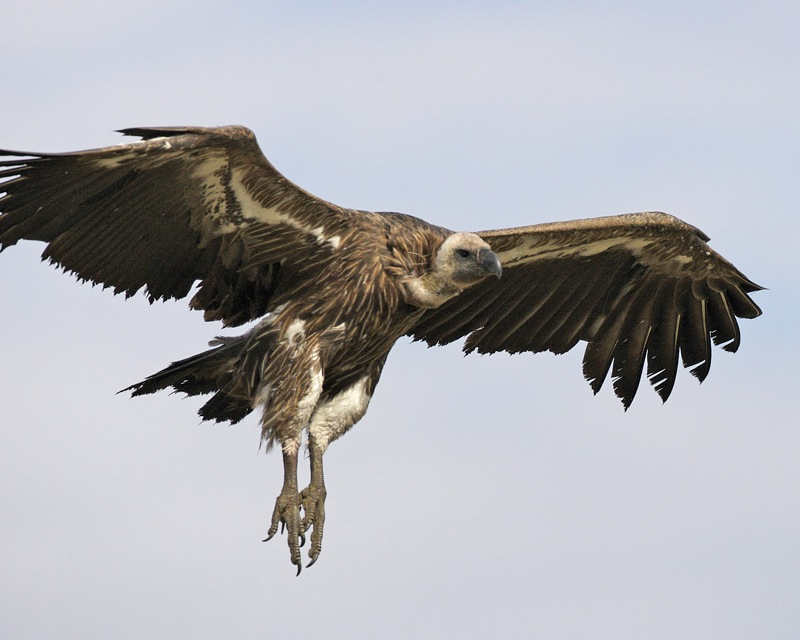
Un giovane mentre atterra